# Дун Ин
Дун Ин (кит. 董 瑛; 5 сентября 1972) — китайская гребчиха-байдарочница, выступала за сборную Китая на всём протяжении 1990-х годов. Участница летних Олимпийских игр в Атланте, двукратная чемпионка Азиатских игр, серебряная призёрша чемпионата мира, победительница многих регат национального и международного значения.

## Биография
Дун Ин родилась 5 сентября 1972 года.
Первого серьёзного успеха на взрослом международном уровне добилась в 1990 году, когда попала в основной состав китайской национальной сборной и выступила на домашних Азиатских играх в Пекине, где впоследствии одержала победу в зачёте четырёхместных байдарок на дистанции 500 метров. Четыре года спустя отправилась на Азиатские игры в Хиросиме и завоевала там золотую медаль в одиночках на пятистах метрах. В 1995 году побывала на чемпионате мира в немецком Дуйсбурге, откуда привезла награду серебряного достоинства, выигранную в полукилометровой гонке четвёрок — в финале её обошёл только экипаж из Германии.
Благодаря череде удачных выступлений Дун удостоилась права защищать честь страны на летних Олимпийских играх 1996 года в Атланте — стартовала здесь на пятистах метрах в четвёрках, дошла до финала, но в решающем заезде финишировала лишь четвёртой, немного не дотянув до призовых позиций. Вскоре по окончании этих соревнований приняла решение завершить карьеру профессиональной спортсменки, уступив место в сборной молодым китайским гребчихам.